# خیخن
خیخن/کسیکسن کلانشهری در شمال اسپانیا در استان آستوریاس اسپانیا است.
در این کلانشهر ۲۷۰٬۲۱۱ نفر زندگی می‌کنند. مساحت این کلانشهر ۱۸۱٫۶۰ کیلومتر مربع است.

## جستارهای وابسته

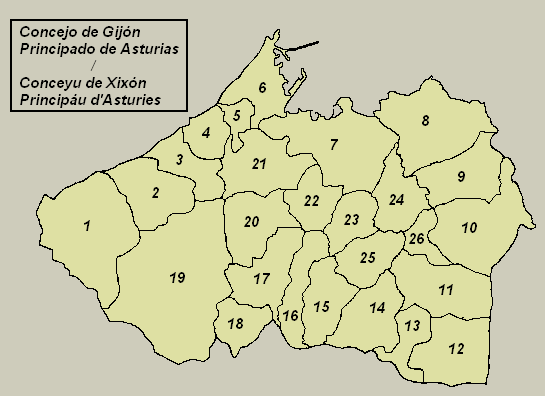